# 棘口吸虫症
棘口吸虫症（きょくこうきゅうちゅうしょう、英:echinostomosis）とは棘口吸虫科Echinostoma属、Echinochamus属などの吸虫の寄生を原因とする寄生虫病。症状は寄生部位とその周辺における出血を伴う腸炎、人体寄生例では下痢、粘血便、嘔吐、発熱、腹痛など。MGL法やAMSIII法などの沈澱集卵法により糞便材料から虫卵を検出することにより診断する。虫卵は壺形吸虫の虫卵との鑑別が必要。治療にはプラジカンテル、メベンタゾール、オキシクロザニドが有効。